# مانداخ (دورنوغوبی)
شهرستان مانداخ (به زبان مغولی: Мандах сум، [Mandax sum]؛ ᠮᠠᠨᠳᠤᠬᠤ ᠰᠤᠮᠤ، [manduqu sumu]) یک شهرستان (سُوم) در مغولستان است که در استان دورنوغوبی واقع شده‌است. مانداخ ۱۲٬۶۶۰٫۶۱ کیلومتر مربع مساحت دارد.

## تقسیمات اداری
شهرستان مانداخ متشکل از  قصبه (باغ) می‌باشد، شامل:
- آلخان‌تیگ (مغولی: Алхан тээг баг، [Alxan teeg bag]؛ ᠠᠯᠥᠬᠠᠨ ᠲᠡᠭᠡᠭ ᠪᠠᠭ، [aluqan tegeg baɣ])
- اُیوخی (مغولی: Өехий баг، [Öjüxij bag]؛ ᠥᠶᠦᠬᠡᠶ ᠪᠠᠭ، [öyükei baɣ])
- بایان‌خوشو (مغولی: Баян хошуу баг، [Bajan xošuu bag]؛ ᠪᠠᠶ᠋ᠠᠨ ᠬᠣᠰᠢᠭᠤ ᠪᠠᠭ، [bayan qošiɣu baɣ])
- توخوم (مغولی: Төхөм баг، [Töxöm bag]؛ ᠲᠦᠬᠦᠮ ᠪᠠᠭ، [töküm baɣ])
- سِربِن بایان‌خوشو (مغولی: Сэрвэн баян хошуу баг، [Serven bajan xošuu bag]؛ ᠰᠡᠷᠪᠡᠩ ᠪᠠᠶ᠋ᠠᠨ ᠬᠣᠰᠢᠭᠤ ᠪᠠᠭ، [serbeŋ bayan qošiɣu baɣ])